# Bechstedtstraß
Bechstedtstraß is een gemeente in de Duitse deelstaat Thüringen, en maakt deel uit van de Landkreis Weimarer Land.
Bechstedtstraß telt  inwoners.
Er wordt aangenomen dat het dorp in het jaar 874 gesticht is. De Sint-Bonifatiuskerk in het dorp wordt in het jaar 918 voor de eerste maal vermeld, het is echter vrij zeker dat de bouw al eerder had plaatsgevonden. In de 18e eeuw is de kerk meerdere malen omgebouwd, maar het uiterlijk is in grote lijnen hetzelfde gebleven.
Een andere bekende attractie in het dorp is het orgelbouwmuseum (Thüringer Orgelbaumuseum Bechstedtstraß).
Op het kerkhof is het achterste gedeelte gereserveerd voor Russische oorlogsgraven.
Am Ettersberg ·
Apolda ·
Bad Berka ·
Bad Sulza ·
Ballstedt ·
Bechstedtstraß ·
Blankenhain ·
Buchfart ·
Daasdorf a. Berge ·
Döbritschen ·
Eberstedt ·
Ettersburg ·
Frankendorf ·
Großheringen ·
Großschwabhausen ·
Hammerstedt ·
Hetschburg ·
Hohenfelden ·
Hopfgarten ·
Ilmtal-Weinstraße ·
Isseroda ·
Kapellendorf ·
Kiliansroda ·
Kleinschwabhausen ·
Klettbach ·
Kranichfeld ·
Lehnstedt ·
Magdala ·
Mechelroda ·
Mellingen ·
Mönchenholzhausen ·
Nauendorf ·
Neumark ·
Niedertrebra ·
Niederzimmern ·
Nohra ·
Obertrebra ·
Oettern ·
Ottstedt a. Berge ·
Rannstedt ·
Rittersdorf ·
Saaleplatte ·
Schmiedehausen ·
Tonndorf ·
Troistedt ·
Umpferstedt ·
Vollersroda ·
Wiegendorf